# 麻乍镇
麻乍镇，是中华人民共和国贵州省毕节市威宁彝族回族苗族自治县下辖的一个乡镇级行政单位。
2013年11月23日，贵州省人民政府批复同意撤销麻乍乡建制，设置麻乍镇，镇人民政府驻吊水村。

## 行政区划
麻乍镇下辖以下地区：
吊水村、乐利村、营河村、松木卡村、岩格箐村、嘎利村、箐岩村、启嘎村、长方村、二田村、坝海村、双包塘村、营脚村、双河村、新水村、得营村和得平村。